# Bruno Apitz
Bruno Apitz, né le 28 avril 1900 à Leipzig, mort le 7 avril 1979 à Berlin, est un écrivain allemand, rendu mondialement célèbre par son roman Nackt unter Wölfen publié en 1958 en RDA, traduit (littéralement) et publié en France en 1961 sous le titre L'enfant de la valise.

## Biographie
Issu d'une famille ouvrière de Leipzig, très jeune il rejoint le mouvement pacifiste et révolutionnaire durant la Première Guerre mondiale : il est arrêté pour la première fois à l'âge de 17 ans pour propagande contre la guerre. Il participe ensuite au mouvement contre le putsch Kapp en 1920. En 1927, il adhère au KPD (Parti communiste d'Allemagne) et subit la répression nazie dès 1933. Arrêté une première fois en 1933, puis à nouveau en 1934, sa participation à la lutte antifasciste lui vaut d'être emprisonné huit ans au camp de concentration de Buchenwald. Après 1945, il est rédacteur et dramaturge dans un organisme culturel de la République démocratique allemande (RDA), puis écrivain indépendant à partir de 1955.

## Nu parmi les loups
Ce roman vaut à l'auteur le Prix national en 1958. Ce sont ses souvenirs de Buchenwald, que Bruno Apitz utilise pour raconter l'histoire d'un enfant juif polonais de trois ans qui survit, caché dans une valise, dans le monde concentrationnaire. Découvert par le comité clandestin de la Résistance internationale du Camp, l'enfant devient l'enjeu d'un débat : faut-il continuer de le cacher au risque de mettre en péril l'organisation ?
Traduit en 30 langues, le roman est publié en France par la maison d'éditions dirigée par Louis Aragon, Les éditeurs français réunis. Sous la traduction de Yves-Pierre Loreilhe, il est réédité régulièrement par les EFR et il est préfacé à la fin des années 1960 par un ancien déporté des camps de concentration Georges Séguy. Il paraît également en feuilleton dans le quotidien L'Humanité. En exergue de son livre Bruno Apitz écrit 
Je salue ici nos camarades de combat de toutes les nations que, sur la route du sacrifice, nous avons laissés mort au camp de Buchenwald. En souvenir d'eux j'ai donné à plusieurs personnages de ce livre leur nom.
Ce livre est réédité en France en 2014 sous un nouveau titre, L'Enfant à la valise par les éditions Denoël. Il fait l'objet d'une première adaptation cinématographique en 1963. En 2015 il constitue le scénario de base d'un téléfilm, L'Enfant de Buchenwald, diffusé en Allemagne puis en France au moment du 70e anniversaire de la Libération des camps nazis.